# Монастир Пецького патріархату
Монастир Пецького патріархату (серб. Пећка патријаршија) — православний монастир у Косові поблизу міста Печа.

## Історія монастиря
Заснований у XIII столітті, колись служив кафедрою сербських першосвятителів, але втратив своє значення по закритті сербського патріаршества в 1766 році. Є місцем зберігання багатьох стародавніх рукописів.
У 2006 році монастир був зарахований до переліку об'єктів Світової спадщини ЮНЕСКО. У 2006 році він був зарахований до списку всесвітньої спадщини, що перебуває під загрозою (з причини можливих атак албанських бойовиків). Нині перебуває під захистом Міжнародних сил з підтримки миру в Косові (КФОР), проте в жовтні 2012 року генерал Ерхард Древс заявив, що навесні 2013 року міжнародні сили, найімовірніше, перестануть охороняти монастир.